# Crossland Pfaff Engineering Laboratories
Crossland Pfaff Engineering Laboratories war ein US-amerikanischer Hersteller von Automobilen. Eine andere Quelle verwendet die Firmierung Crossland Steam Motive Corporation.

## Unternehmensgeschichte
Harry Crossland Pfaff gründete 1919 das Unternehmen in Chicago in Illinois. Er begann mit der Entwicklung von Dampfwagen. Erst im Januar 1923 fand die erste öffentliche Präsentation statt. Der Markenname lautete Crossland, evtl. mit dem Zusatz Steam Car. Im gleichen Jahr endete die Produktion. Insgesamt entstanden vier Fahrzeuge.

## Fahrzeuge
Ein Dampfmotor mit zwei Zylindern trieb die Fahrzeuge an. Die Bedienung des Fahrzeugs sollte so einfach wie möglich sein. Das Starten des Motors erfolgte auf Knopfdruck. Die Vorratsbehälter waren sehr groß ausgelegt. So sollte der Petroleumtank für 800 km und der Wassertank für 1280 km Reichweite ausreichen. Das Fahrgestell hatte 318 cm Radstand. Der Aufbau des fünfsitzigen Tourenwagens bestand aus Aluminium. Ein Prospekt zeigt weitere Aufbauten, wobei unklar ist, ob sie auch tatsächlich gebaut wurden. Der Neupreis des Tourenwagens betrug 1985 US-Dollar. Während der Entwicklungszeit war noch ein Verkaufspreis von 3600 Dollar vorgesehen gewesen.